# Jean-Baptiste Paulin Guérin

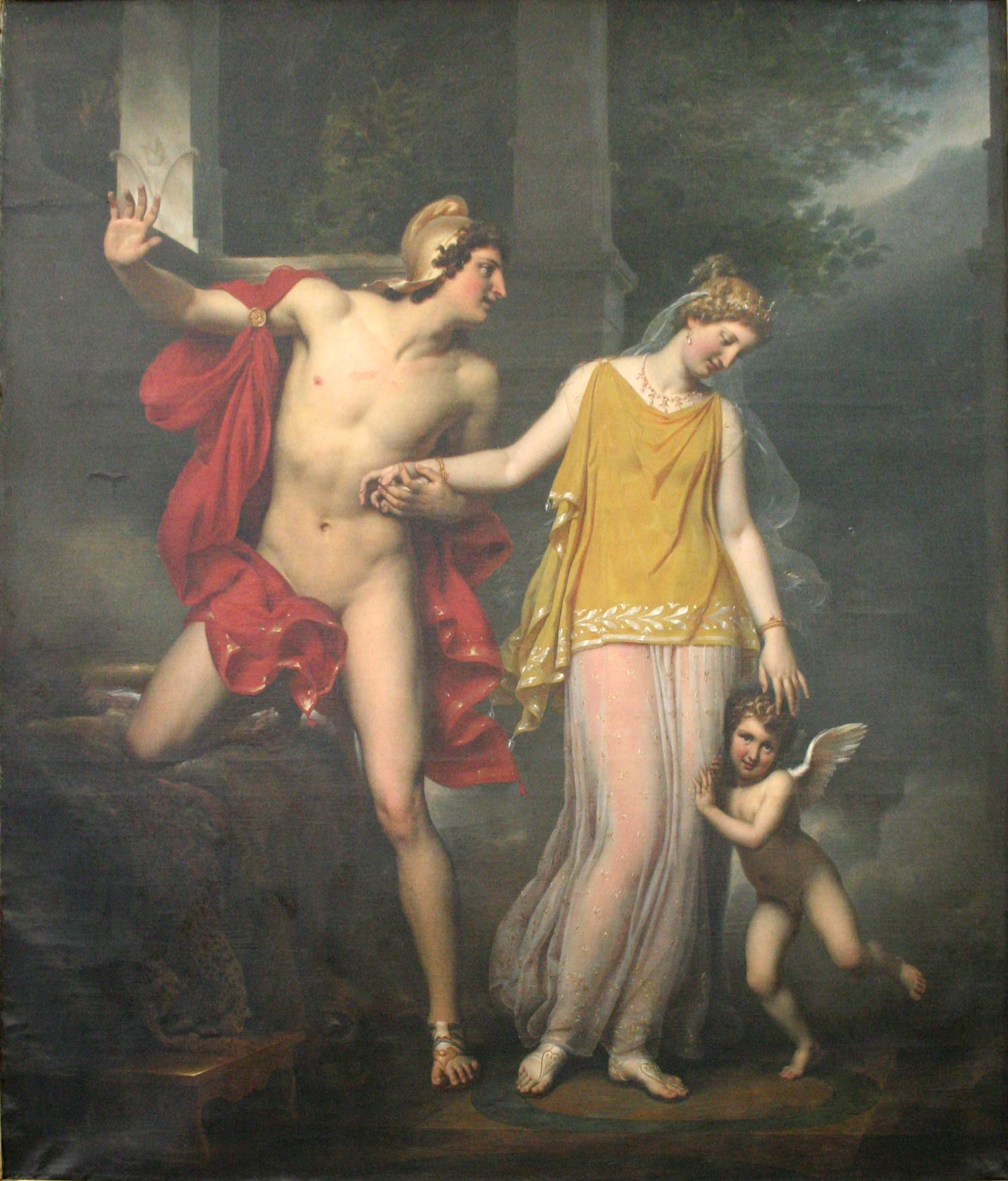
Anchises und Venus, Musée des Beaux-Arts de Nice, 1822

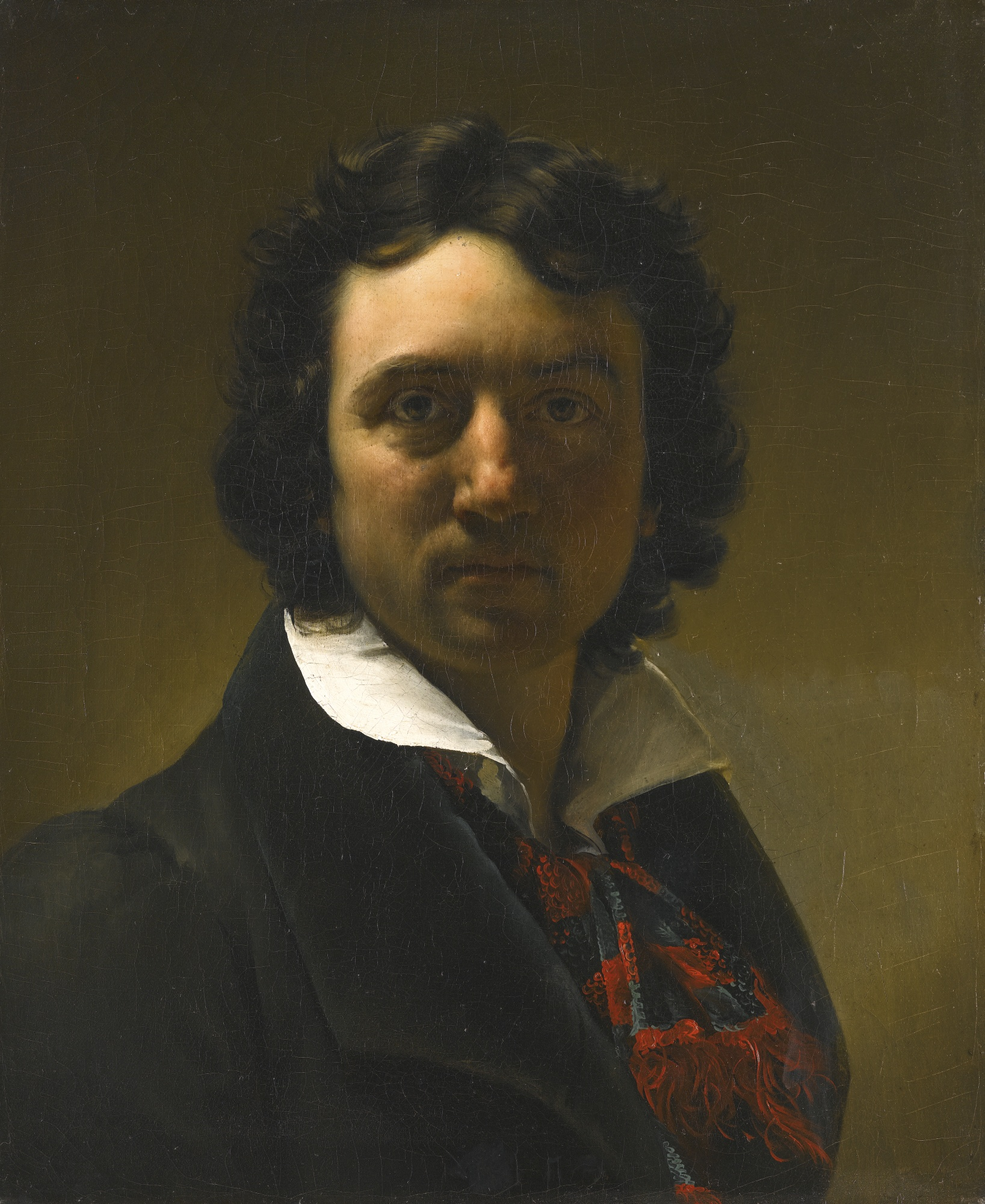
Jean-Baptiste Paulin Guérin: Selbstporträt

Jean-Baptiste Paulin Guérin (* 25. März 1783 in Toulon; † 19. Januar 1855 in Paris) war ein französischer Maler des Klassizismus.

## Leben
Jean-Baptiste Paulin Guérin stammte aus einfachen Verhältnissen und wuchs in Marseille auf, wo er bei seinem Vater das Handwerk des Schlossers erlernte und in seiner Freizeit zu malen begann. 1802 begab er sich nach Paris und widmete sich nun ausschließlich der Malerei. Als unbezahlter Lehrling arbeitete er zunächst bei François-André Vincent und war dann Assistent bei François Gérard. Gleichzeitig sandte er seine ersten Arbeiten an den Salon de Paris. Ein biblisches Thema, Kain nach der Ermordung Abels, wurde am Salon 1812 ausgestellt.
Dominique-Vivant Denon erteilte ihm einen Auftrag zur Ausschmückung einer Decke im Tuilerienpalast in Paris, der jedoch infolge der Restauration nicht ausgeführt werden konnte. Nach der Rückkehr der Bourbonenmonarchie arbeitete er 1814 und 1815 an der Restaurierung der alten Malereien und der Renovation von Schloss Versailles. 1817 konnte er den Toten Jesus und die Schmerzensmutter, umgeben von Aposteln und heiligen Frauen, ausstellen. Für dieses Bild, das für die Kathedrale von Baltimore vorgesehen war, erhielt er eine Goldmedaille und eine Reihe von weiteren Aufträgen aus dem religiösen und mythologischen Bereich, darunter: Christus zu Füßen der Jungfrau (1819), Anchises und Venus (1822, Musée des Beaux-Arts de Nice), Odysseus und Minerva (1824, Musée des Beaux-Arts (Rennes)).
Das Bild Anchises und Venus zog die Aufmerksamkeit von Ludwig XVIII. auf sich, wofür der Maler das Großkreuz der Ehrenlegion sowie die Möglichkeit erhielt, 1824 ein offizielles Porträt des Königs anzufertigen. 1828 wurde er zum Direktor der Kunststudien an der Ausbildungsstätte der Ehrenlegion in Saint-Denis ernannt. Zudem erteilte er in seinem Pariser Studio an der Rue du Mont-Thabor im 1. Arrondissement Zeichenunterricht und nahm dort Vincent Courdouan (1810–1893), der wie er aus Toulon stammte, als Schüler auf. Unter Louis-Philippe malte er unter anderem Der Tod Jesu, Heilige Katharina (1838, Kirche St-Roch in Paris) und Die Bekehrung des Heiligen Augustinus (1844).
Guérins Stil wird dem Klassizismus zugerechnet, der in Frankreich als néo-classicisme bezeichnet wird. Als Porträtmaler erzielte er seine größten Erfolge, insbesondere mit den Porträts von Charles Nodier und Félicité de Lamennais. Nach seinem Tod am 19. Januar 1855 gelangten einige seiner Werke an die Weltausstellung Paris 1855.
Mit seinen gleichnamigen Zeitgenossen Pierre Narcisse Guérin und Jean-Urbain Guérin ist er nicht verwandt.